# Thunberga greta
Thunberga greta – gatunek pająka z rodziny spachaczowatych. Występuje endemicznie w krainie madagaskarskiej.

## Taksonomia
Gatunek ten opisany został po raz pierwszy w 2020 roku przez Petera Jägera. Opisu dokonano na podstawie trzech okazów samic, odłowionych w Prowincji Toamasina. Holotyp i jeden paratyp odłowiono na Madagaskarze, zaś drugi paratyp na przybrzeżnej wyspie Nosy Boraha (Île Sainte-Marie). Miejscem typowym jest Toamasina. Epitet gatunkowy, podobnie jak nazwa rodzajowa, honorują Gretę Thunberg, cytując autorów, młodą i odważną aktywistkę klimatyczną prowadzącą walkę przeciwko globalnemu ociepleniu i ignoranckim interesariuszom dla lepszej przyszłości naszej planety.

## Morfologia
Pająk ten osiąga od 10,4 do 13,8 mm długości ciała. Ubarwienie ma ciemnożółtawobrązowe z jaśniejszym spodem prosomy, rudobrązowymi i podłużnie paskowanymi szczękoczułkami oraz jasnożółtymi kądziołkami przędnymi. Na karapaksie ciemniejsze kropki układają się wzdłuż promieniście się rozchodzących rzędów, a w mniejszej liczbie występują między oczami a jamkami. Na wierzchu opistosomy nakrapianie jest rzadkie, a na jej spodzie brak go zupełnie. Tylna krawędź szczękoczułków ma jedną szczecinkę przy nasadzie pazura jadowego i sześć, rzadziej siedem zębów oraz około 50 ząbków. Przednia krawędź szczękoczułków ma 3 zęby. Dłuższe niż szerokie sternum dysponuje czterema parami wyrostków skierowanych dobiodrowo. Kolejność par odnóży od najdłuższej do najkrótszej to II, I, IV, III. Kształt opistosomy jest owalny.
Płytka płciowa samicy charakteryzuje się trójkątnym, szerszym niż u T. septifera kształtem przedniej części przegrody środkowej oraz odwrotnie U-kształtnym przewodem kopulacyjnym prześwitującym przez oskórek tylnej części przegrody środkowej. Miejsce, w którym przewód wewnętrzny zawraca, nie jest wyraźnie widoczne w widoku grzbietowym, gdyż zasłania je pierwsze rozszerzenie tegoż przewodu.